# آی یو (آلبوم چندآهنگه)
آی یو (انگلیسی: I U) نخستین آلبوم چندآهنگه ژاپنی از آی‌یو، خواننده و ترانه‌پرداز اهل کره جنوبی است که در ۱۴ دسامبر ۲۰۱۱ منتشر شد. این آلبوم نخستین اثر منتشرشده از آی‌یو در بازار داخلی ژاپن بود و گزیده‌ای از نسخه‌های بازسازی‌شده از مجموعهٔ ترانه‌های اصلی کره‌ای‌زبان او بود که بین سال‌های ۲۰۰۸ و ۲۰۱۱ منتشر شده بودند.

## رتبه‌بندی در جدول‌های موسیقی
| جدول (۲۰۱۱)                 | بهترین رتبه |
| --------------------------- | ----------- |
| آلبوم‌های هفتگی اوریکون ژاپن | ۱۵          |

### فروش و گواهینامه‌ها
| جدول                | میزان  |
| ------------------- | ------ |
| فروش فیزیکی اوریکون | ۱۲٬۰۰۰ |

## تاریخچه انتشار
| منطقه | تاریخ          | فرمت                | ناشر               | کدهای کاتالوگ |
| ----- | -------------- | ------------------- | ------------------ | ------------- |
| ژاپن  | ۱۴ دسامبر ۲۰۱۱ | سی‌دی+دی‌وی‌دی         | ئی‌ام‌آی میوزیک ژاپن | TOCT-22322    |
| ژاپن  | ۲۶ دسامبر ۲۰۱۱ | سی‌دی+دی‌وی‌دی اجاره‌ای | ئی‌ام‌آی میوزیک ژاپن | TOCT-22322    |